# Jaroslav Podlesnych
Jaroslav Igorevič Podlesnych (in russo Ярослав Игоревич Подлесных?; Pjatigorsk, 3 settembre 1994) è un pallavolista russo, schiacciatore della Dinamo Mosca.

## Palmarès

### Club
- Campionato russo: 2

Kuzbass: 2018-2019
Dinamo Mosca: 2020-2021
- Coppa di Russia: 1

Dinamo Mosca: 2020
- Supercoppa russa: 2

Kuzbass: 2019
Dinamo Mosca: 2021
- Coppa CEV: 1

Dinamo Mosca: 2020-2021